# 황화 구리
황화 구리는 황과 구리의 화합물이다. 황과 구리의 비율에 따라 여러 화합물이 존재하나, 황화 구리(I)(Cu2S)과 일황화 구리(CuS)가 유명하다.

## 황화 구리의 종류
- 황화 구리(I)(Cu2S): 휘동석 광석으로 산출된다.
- 일황화 구리(CuS): 동람(코벨라이트) 광석으로 산출된다.

## 같이 보기
- 황화 구리(I)